# Fifth Third Bank Tennis Championships 2003
Il Fifth Third Bank Tennis Championships 2003 è stato un torneo di tennis facente parte della categoria ATP Challenger Series nell'ambito dell'ATP Challenger Series 2003. Il torneo si è giocato a Lexington negli Stati Uniti dal 21 al 27 luglio 2003 su campi in cemento.

## Vincitori

### Singolare
Frank Dancevic ha battuto in finale  Petr Kralert con il punteggio di 7–5, 6–4.

### Doppio
Jonathan Erlich /  Takao Suzuki hanno battuto in finale  Matias Boeker /  Travis Parrott con il punteggio di 6–4, 6–1.